# Codão de início

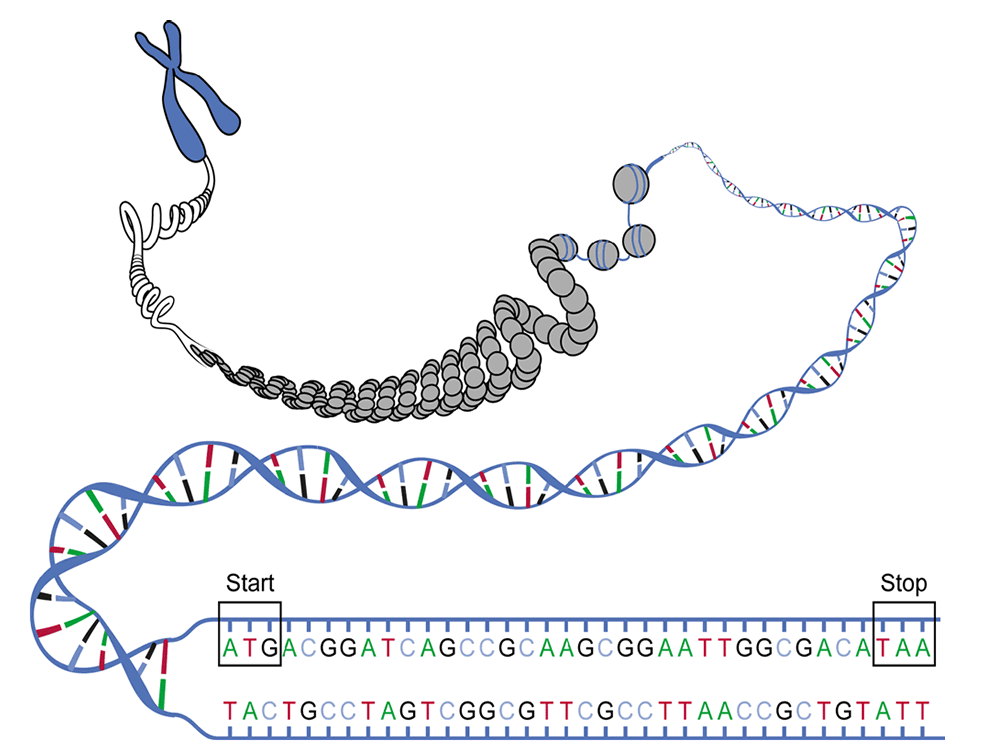
Esquema de uma Fase de leitura aberta, que inclui o codão de iniciação (ou start) e o de parada (ou stop).

No código genético, um codão de início (português europeu) ou códon de início (português brasileiro) (ou codão de iniciação (português europeu) ou códon de iniciação (português brasileiro)) (em inglês, start codon) é uma tripla de nucleótidos dentro do ARN mensageiro que sinaliza o lugar onde se inicia a tradução. No genoma se encontra codificado como «ATG» (adenosina-timidina-guanosina), ao passo que, no ARN mensageiro, se encontra codificado como «AUG» (adenosina-uridina-guanosina).
Ver também
- Código genético